# Jozef Hrebíček
Jozef Hrebíček (1933 – 7. února 2003) byl slovenský fotbalista, obránce.

## Fotbalová kariéra
V československé lize hrál za Spartak Trnava. Gól nedal. Další dva roky hrál ve druhé lize za Považskou Bystricu.

## Ligová bilance
| Ročník                                   | Zápasy | Góly | Klub           |
| ---------------------------------------- | ------ | ---- | -------------- |
| 1. československá fotbalová liga 1957/58 | -      | 0    | Spartak Trnava |
| CELKEM                                   | -      | 0    |                |